# Tilaï
Tilaï es una película del año 1990.

## Sinopsis
Saga regresa al pueblo después de estar dos años fuera. Descubre que ha habido cambios. Su novia es la segunda esposa de su padre. Pero Saga y Nogma siguen estando enamorados e infringen la ley viéndose a escondidas. El pueblo lo considera un incesto y Saga debe morir. El hombre encargado de matarle es su hermano Kugri, que le deja escapar. Nogma se reúne con él. Tilai es la historia de una elección entre la tradición y la libertad individual, entre el honor y el amor.

## Premios
- Festival de Cannes 1990[1]
- Fespaco (Uagadugú) 1991